# Galileiska månar

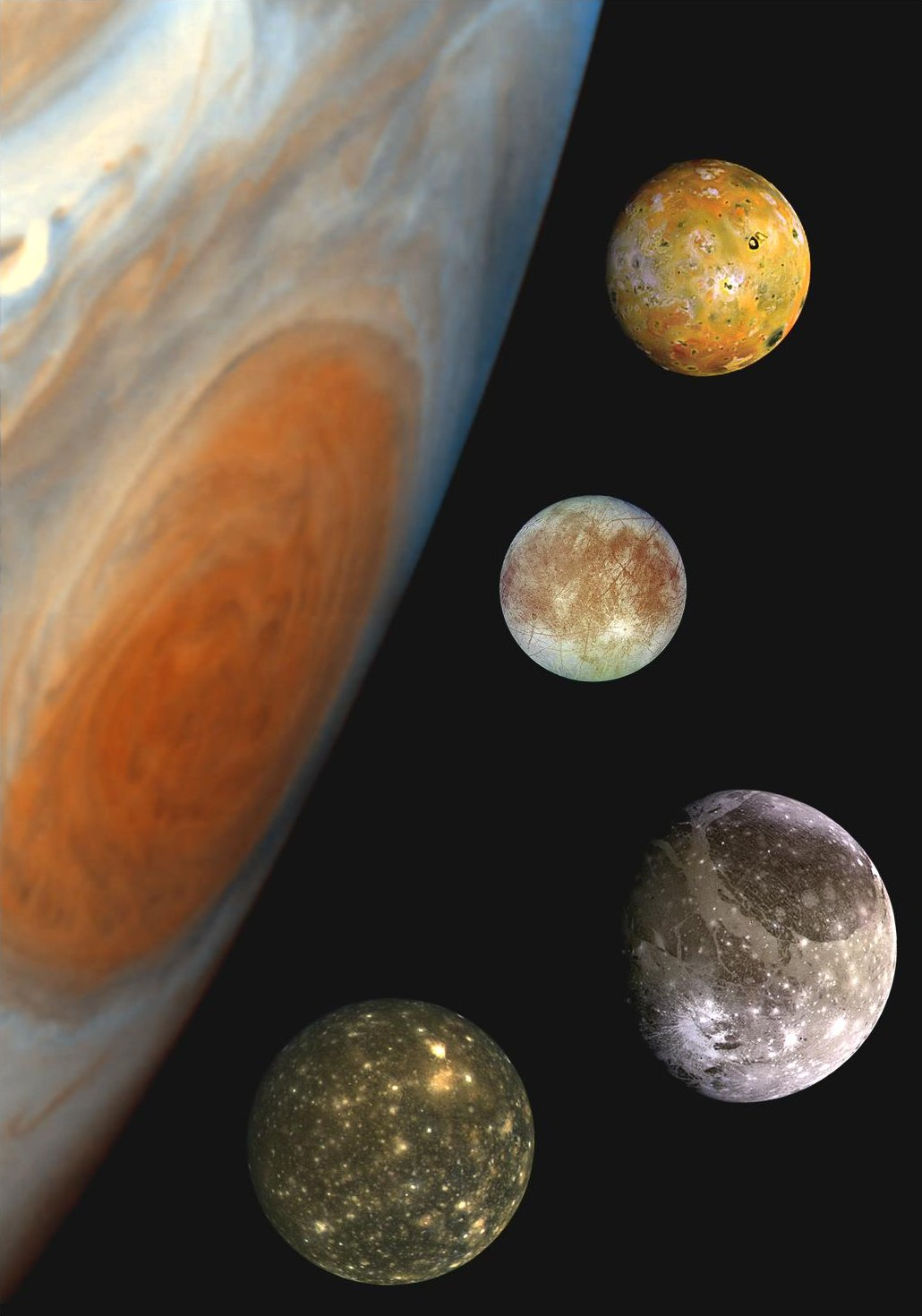
De galileiska månarna i en sammansatt bild där månarnas storlek kan jämföras med Jupiters: uppifrån ses Io, Europa, Ganymedes och Callisto.

De galileiska månarna är ett samlingsnamn för Jupiters fyra stora månar Callisto, Ganymedes, Europa och Io, vilka beskrevs av Galileo Galilei i början av 1600-talet under namnet de "Mediceiska stjärnorna". Upptäckten anses betydelsefull för astronomin, då det var det första ovedersägliga beviset på himlakroppar som gick i omloppsbana runt en annan himlakropp än jorden.
Galilei gjorde den första observationen 7 januari 1610. Till en början kallade Galilei sin upptäckt Cosmica Sidera för att hedra sin beskyddare storhertigen Cosimo II de' Medici (1590–1621). På storhertigens förslag ändrade Galilei namnet till Medicea Sidera (de "mediceiska stjärnorna"), efter de fyra bröderna Medici: Cosimo, Francesco, Carlo och Lorenzo.
I mars 1610, mindre än två månader efter den första observationen, publicerade Galilei upptäckten i sin skrift Sidereus Nuncius. Skriften beskrev också hans tre första upptäckter med teleskopet: att månens yta inte är slät, att det finns många fler stjärnor än som kan ses med blotta ögat och att planeterna inte är lysande punkter som stjärnorna utan små lysande skivor.

Det tre inre Galileiska månarna har omloppsbanor med 1:2:4 banresonans.

| Namn                  | Bild | Diameter (km)      | Massa (kg) | Densitet (g/cm³) | Halv storaxel (km) | Siderisk omloppstid(d) (relativ) | Inklination (°) | Excentricitet |
| --------------------- | ---- | ------------------ | ---------- | ---------------- | ------------------ | -------------------------------- | --------------- | ------------- |
| Io Jupiter I          |      | 3660 × 3637 × 3631 | 893×1022   | 3,528            | 421800             | 1,769 (1)                        | 0,050           | 0,0041        |
| Europa Jupiter II     |      | 3122               | 48×1022    | 3,014            | 671100             | 3,551 (2)                        | 0,471           | 0,0094        |
| Ganymedes Jupiter III |      | 5268               | 148×1023   | 1,942            | 1070400            | 7,155 (4)                        | 0,204           | 0,0011        |
| Callisto Jupiter IV   |      | 4821               | 108×1023   | 1,834            | 1882700            | 16,69 (9,4)                      | 0,205           | 0,0074        |